# Antea (mitología)

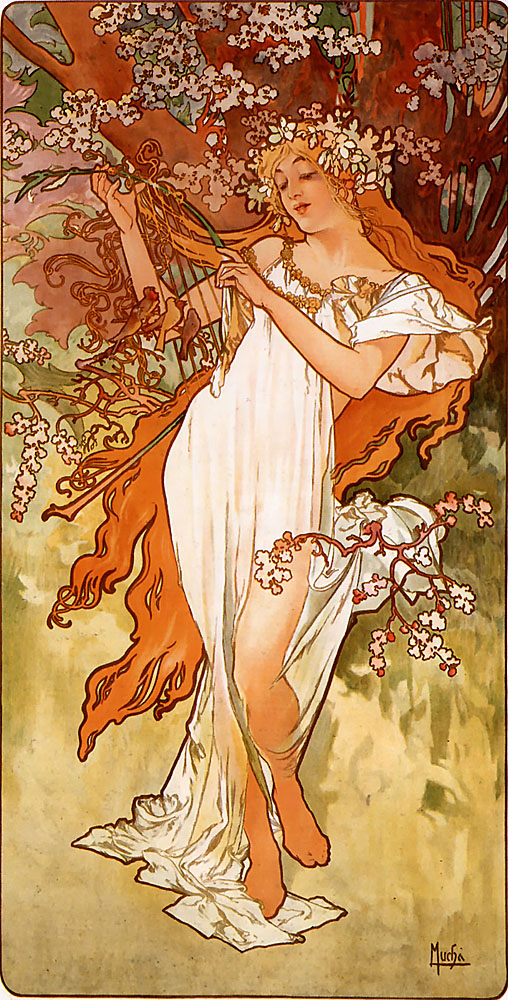
Primavera (Alfons Mucha, 1896)

Antea (Griego antiguo: Ἀνθεία) era una de las Cárites, o Gracias, de la mitología griega, y la diosa de los pantanos y coronas de flores. Ella es la hija de Zeus y Eurínome. Fue representada en la pintura de un jarrón ateniense como una de las asistentes de Afrodita.
Su nombre Antea se deriva de la palabra griega antigua ἄνθος que significa "flor" o "flores". Sus símbolos son artículos de color dorado. Los romanos la conocían como Antea. Su centro de adoración estaba en la isla de Creta. El nombre Antea también se le dio como epíteto a Hera y se relacionó con las Horas, bajo el cual tenía un templo en Argos. También fue un epíteto de Afrodita en Cnosos. Era la diosa de la vegetación, los jardines, las flores, especialmente adorada en primavera y cerca de tierras bajas y pantanosas, favorables al crecimiento de la vegetación. También era la diosa del amor humano. Sus símbolos son elementos dorados como la miel y la mirra.